# Понте (Кампания)
Вижте пояснителната страница за други значения на Понте.
По̀нте (на италиански: Ponte) е малко градче и община в Южна Италия, провинция Беневенто, регион Кампания. Разположено е на 147 m надморска височина. Населението на общината е 2695 души (към 2010 г.).